# 科霍克塔鎮區 (密歇根州)
科霍克塔鎮區（英語：Cohoctah Township）是位於美國密歇根州利文斯頓縣的一個行政鎮區。

## 地方資料
科霍克塔鎮區的面積為99.40平方千米，當中陸地面積為98.20平方千米，而水域面積為1.20平方千米。根據2020年美國人口普查的數據，當地共有人口3246人，而人口密度為每平方千米32.66人。